# Lev Herz

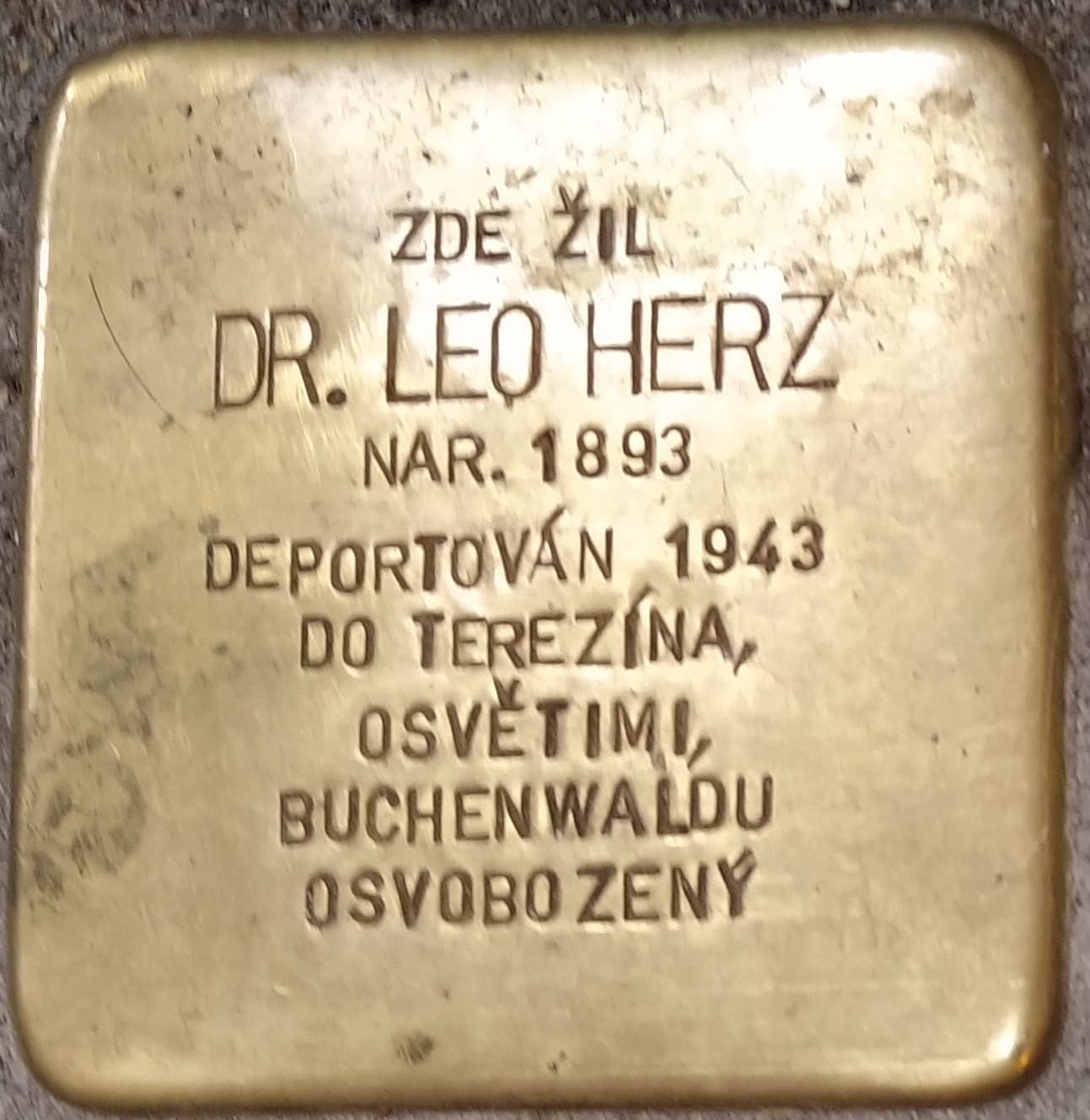
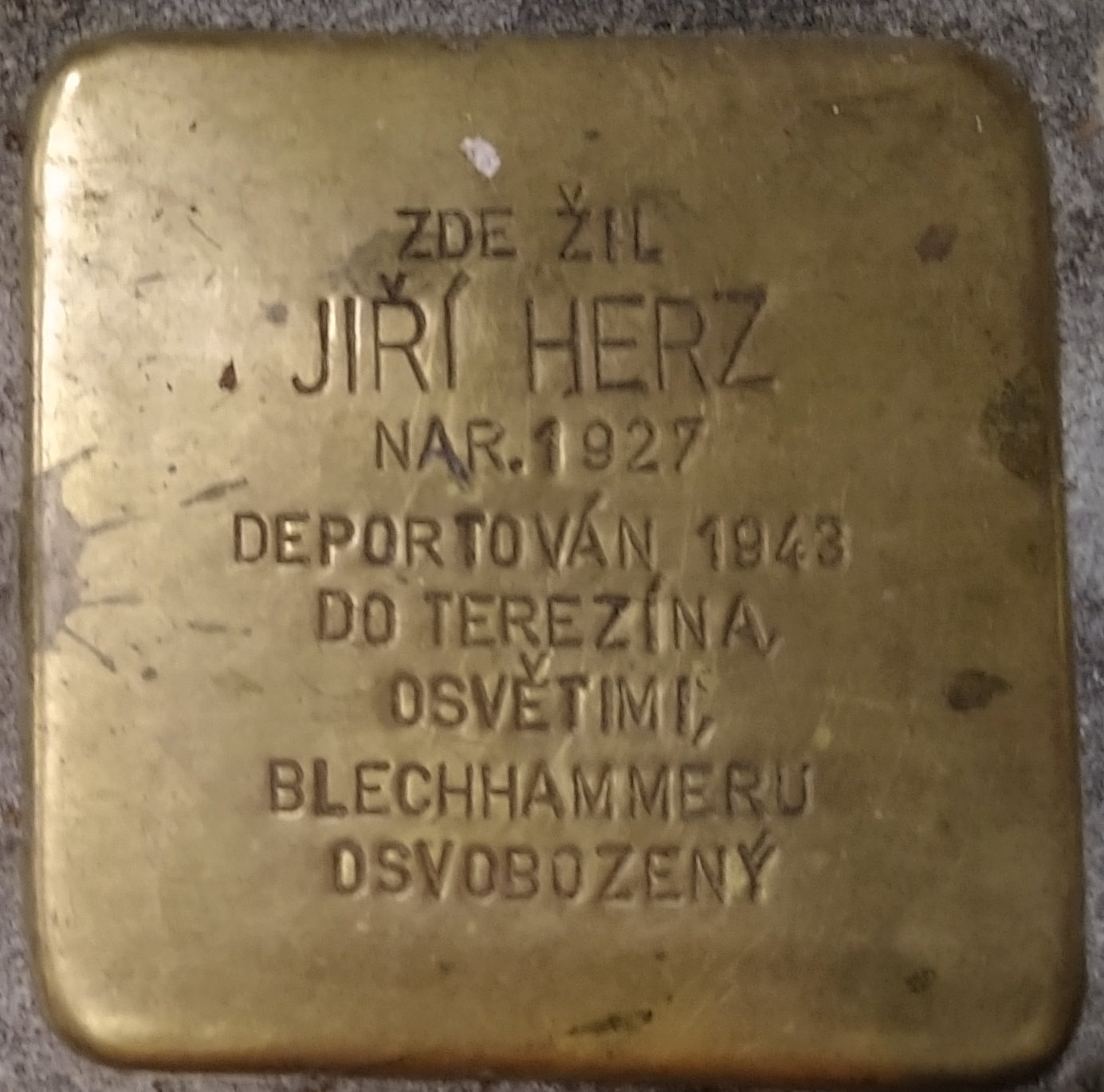

Lev Herz, také Leo Herz, (2. leden 1893 České Budějovice – 25. červen 1976 Dobrá Voda u Českých Budějovic) byl český pedagog (středoškolský profesor).
Narodil se v roce 1893 v Českých Budějovicích Davidu Herzovi a jeho ženě Berthě, roz. Glaserové. V českobudějovické židovské matrice narozených v roce 1893 je zapsán jako Leo Herz. Studoval filozofii na vídeňské a pražské univerzitě, kde získal doktorát filozofie. V 1. světové válce velel četě 91. pěšího pluku. Během první republiky učil češtinu na německém gymnáziu v Českých Budějovicích, kde byl jeho žákem mj. Norbert Frýd. který jej po válce často navštěvoval. Během 2. světové války byl od roku 1943 vězněn v nacistických koncentračních táborech Terezín, Osvětim a Buchenwald. Po válce se začal psát jako Lev Herz, byl středoškolským profesorem v Českých Budějovicích, na zdejších středních školách učil angličtinu, němčinu a francouzštinu. V letech 1952 až 1953 byl prozatímní správce Jirsíkova gymnázia v Českých Budějovicích, jeho žákem tam byl mj. Miloslav Vlk. V roce 1976 umřel v domově důchodců na Dobré Vodě.

Jeho syn Jindřich Herz (1922–1992) odešel v roce 1939 kvůli svému židovskému původu do zahraničí, ve Spojených státech si  změnil jméno na Henry Georg Hart (někde je uváděn jako Henry O. Hart), za 2. světové války bojoval v řadách americké armády. Po 2. světové válce působil jako civilní úředník americké armády v Německu, vystudoval a okolo roku 1960 začal dělat ředitele oddělení výzkumu mínění posluchačů Rádia Svobodná Evropa v Mnichově. Druhý syn Jiří Herz (* 1927) byl od roku 1943 vězněn v nacistických koncentračních táborech Terezín, Osvětim a Blechhammer, zde se dočkal osvobození.